# Calymmochilus longifasciatipennis
Calymmochilus longifasciatipennis (лат.) — вид мелких паразитических наездников—эвпельмид (Eupelmidae) рода Calymmochilus.

## Распространение
Австралия (Kuranda, Квинсленд).

## Описание
Длина около 3 мм. Усики самок состоят из 3-члениковой булавы и жгутика из 8 члеников. Тело в основном чёрное, с зеленоватым металлическим отблеском. Скапус усика и ноги желтоватые.
Вид был впервые описан в 1923 году под первоначальным названием Eupelmus longifasciatipennis Girault, 1923, а потом его включили в род Tasmanastatus. С 1998 года в составе рода Calymmochilus..